# Spiringen
Spiringen is een gemeente en plaats in het Zwitserse kanton Uri.
Spiringen telt 841 inwoners.

## Geografie

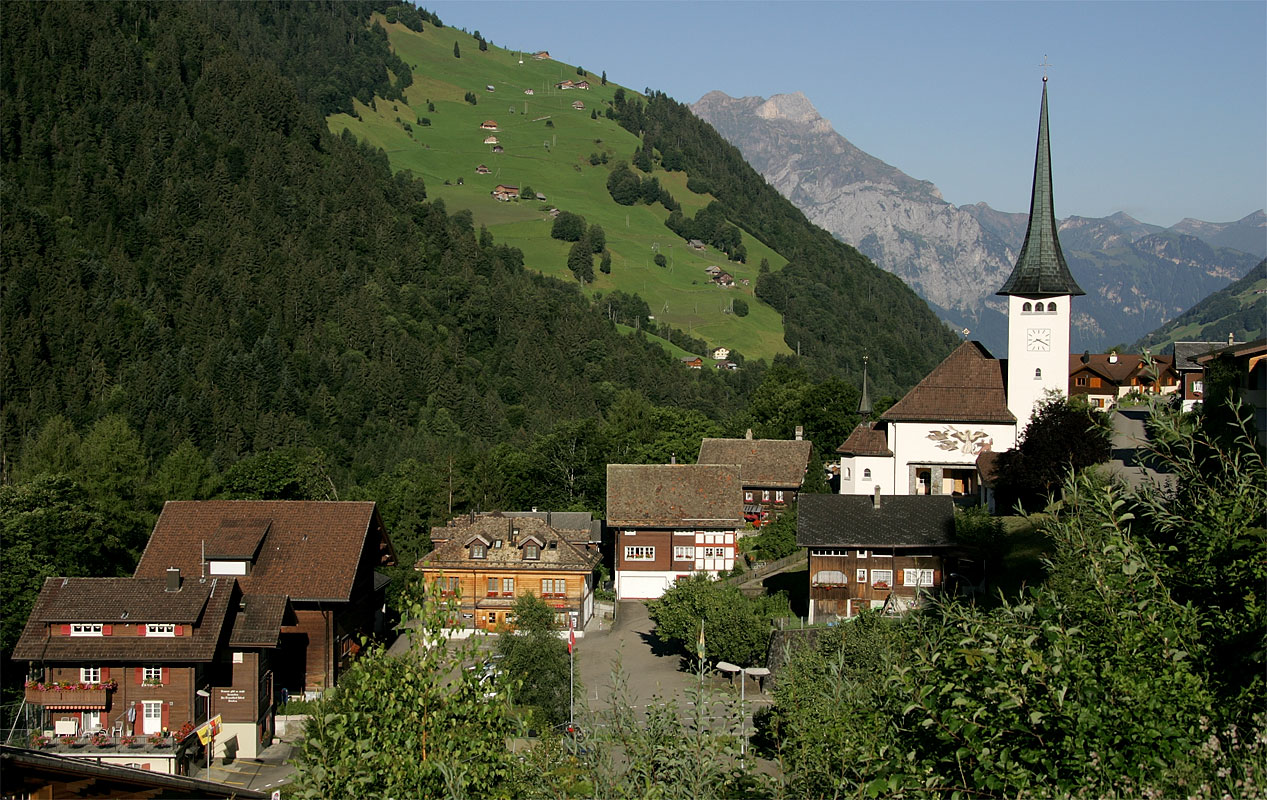
het dorp Spiringen

Van dit gebied, wordt 37,5% gebruikt voor agrarische doeleinden, terwijl 17,6% is bebost. voor de rest van het land, is 1,4% bebouwd (gebouwen of wegen) en de rest (43,5%) is niet-productief (rivieren, gletsjers en bergen). 11,7% van de totale landoppervlakte is zwaar bebost, terwijl 3,2% is bedekt met kleine bomen en struiken. Van de landbouwgrond, wordt 0,0% gebruikt voor de landbouw of weiden, terwijl 8,5% wordt gebruikt voor boomgaarden of wijnstokken en 29,0% wordt gebruikt voor de alpenweiden. Van de bewoonde gebieden, is 0,5% bedekt met gebouwen, en 0,7% is infrastructuur. Van de onproductieve gebieden, 0,1% is onproductief stilstaand water (vijvers of meren), 0,9% is onproductief stromend water (rivieren), 32,6% is te rotsachtig voor begroeiing, en 10,0% is andere redenen onvruchtbare grond.

## Demografie
Spiringen heeft 900 inwoners (op 31 december 2009), 0,9% bestaat uit vreemdelingen. In de afgelopen 10 jaar is de bevolking afgenomen met -11,6%. Het grootste deel van de bevolking spreekt Duits of het dialect Zwitserduits (99,8%), en het Italiaans als tweede taal
(0,2%), de man-vrouwverdeling van de bevolking was in 2007 51,8% man en 48,2% vrouw. In 2007 ontving de FDP 91,3% van de stemmen.
De hele Zwitserse bevolking is over het algemeen goed opgeleid. In Spiringen heeft 37% van de bevolking een opleiding of hoger onderwijs gevolgd (hetzij Universiteit of een Fachhochschule).
Spiringen heeft een werkloosheid van 0,34%. In 2005 waren er 194 personen werkzaam in de primaire sector ongeveer 88 bedrijven die betrokken zijn in deze sector. 38 mensen zijn werkzaam in de secundaire sector en er zijn 8 bedrijven in deze sector. 78 mensen zijn werkzaam in de tertiaire sector, er zijn 19 bedrijven in deze sector.
In deze tabel staat de bevolking van Spiringen door de jaren heen:
| jaar | inwoners |
| ---- | -------- |
| 1970 | 946      |
| 1980 | 943      |
| 1990 | 921      |
| 2000 | 963      |
| 2005 | 943      |
| 2007 | 909      |

## Trivia
Het dorp dankt zijn naam waarschijnlijk aan Spiro, een Aleman die zich na de Romeinen in het huidige Spiringen vestigde.
In 1799 trok Generaal Soevorov langs het dorp met 20.000 man over de Chinzigkulm naar het Muotathal
Altdorf · Andermatt · Attinghausen · Bauen · Bürglen · Erstfeld · Flüelen · Göschenen · Gurtnellen · Hospental · Isenthal · Realp · Schattdorf · Seedorf · Seelisberg · Silenen · Sisikon · Spiringen · Unterschächen · Wassen
- Gemeinsame Normdatei: 7724434-5
- Historisch woordenboek van Zwitserland: 000707
- Virtual International Authority File: 236627960